# Simonsberg
Simonsberg (Afrikáans: Montaña de Simón) es parte del Cinturón de Pliegue del Cabo en la Provincia Occidental del Cabo de Sudáfrica y está localizado entre las ciudades de  Stellenbosch, Paarl y Franschhoek, formando una prominente montaña de 1,399 m de altura, ya que está separado de las otras cadenas en la región vinícola. Tiene su nombre en honor de Simon van der Stel, primer gobernador del cabo y homónimo de Stellenbosch.